# Шунак (кратер)

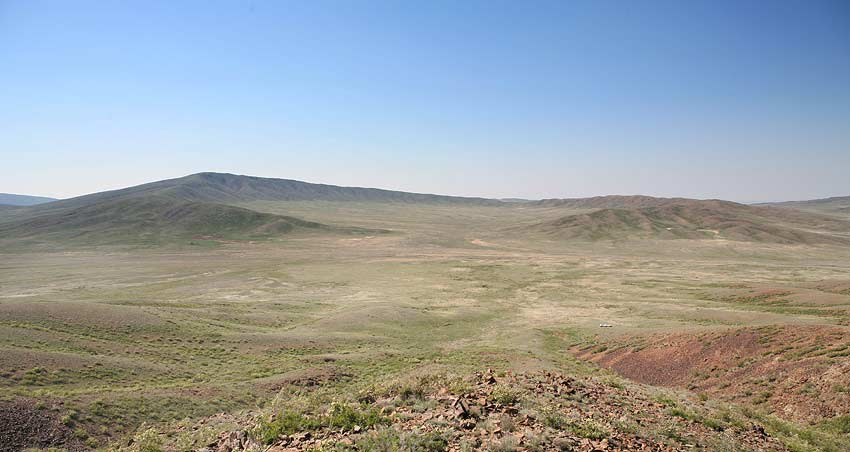
Кратер Шунак

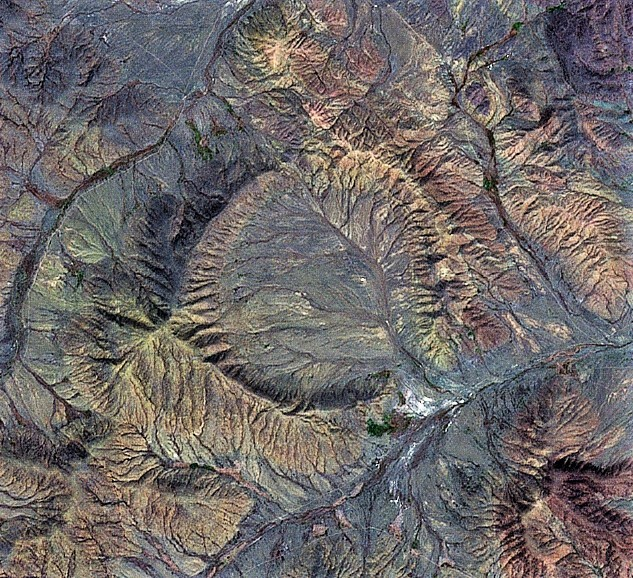
Кратер Шунак на космическом снимке Sentinel-2

Шунак (каз. Шұнақ) — метеоритный кратер, расположенный в южной части Шетского района Карагандинской области в Казахстане. В 35 км к юго-западу от села Кийкти.
Диаметр кратера 3,1 км, глубина — 400 м. Возраст оценивается в 45 ± 10 миллионов лет (Эоцен).